# County Limerick
County Limerick (Irsk: Contae Luimnigh) er et county i Republikken Irland, hvor det ligger i provinsen Munster. County Limerick omfatter et areal på 2.686 km² med en samlet befolkning på 183.863 (2006). Det administrative county-center ligger i byen Limerick.
Floden Shannon løber gennem byen Limerick og ud i Atlanterhavet. Limerick by administreres separat som countydistriktet Limerick.
Omkring byen Limerick strækker der sig et vidtløbende fladland på en sandstensryg, nogen steder også af vulkanske sten som trachyt og basalt. I vest er der plateauer af kalk og aandsten med tørvemoser og hede, mens de østlige og sydøstlige dele er præget af højlandene Slievefelim, Galty Montains og Ballyhoura Hills.

## Historie
Det antages at de første stenaldermennesker ca. 4000 år før vor tid bosatte sig i omegnen af søen Lough Gur. Der er ved Duntryleague fundet og dateret rester fra megalitkulturen fra ca. 3500 før vor tid. I keltertiden omkring 400 før vor tid blev landet opdelt i små ubetydelige kongeriger (også kaldt tuath). 
I det 5. århundrede bredte kristendommem sig i området omkring Limerick og der blev grundlagt klostre som Ardpatrick, Mungret og Kileedy. 
I 812 grundlagde vikingerne på en ø i flode Shannon, som i dag hedder Kings Island, byen Limerick, hvorfra de omkring år 1000 fordrev den irske konge Brian Boru. 
Da kongen af Munster Donal Mór O'Brien døde i 1194, overtog Anglonormannerne kontrollen over Limerick, og i 1210 blev County Limerick officielt grundlagt. Efterhånden blev de normanniske invasionsstyrker integreret. 

## Største beyer
| Rang | Ændring siden 2016 | By             | Indbyggertal (2022) | Ændring siden 2016 |
| ---- | ------------------ | -------------- | ------------------- | ------------------ |
| 1    | 0                  | Limerick       | 102,287             | 1.4%               |
| 2    | 0                  | Newcastle West | 7,209               | 1.4%               |
| 3    | 0                  | Annacotty      | 3,398               | 2.5%               |
| 4    | 0                  | Castleconnell  | 2,488               | 2.8%               |
| 5    | 0                  | Abbeyfeale     | 2,206               | 1.5%               |
| 6    | 0                  | Kilmallock     | 1,761               | 0.92%              |
| 7    | 0                  | Caherconlish   | 1,569               | 1%                 |
| 8    | 1                  | Murroe         | 1,432               | 0.66%              |
| 9    | 1                  | Croom          | 1,240               | 1.1%               |
| 10   | 2                  | Rathkeale      | 1,231               | -7.03%             |
| 11   | 0                  | Askeaton       | 1,236               | 1.4%               |
| 12   | 0                  | Adare          | 1,224               | 1.4%               |